# Courcemont
Courcemont é uma comuna francesa na região administrativa do País do Loire, no departamento de Sarthe. Estende-se por uma área de 19.26 km². Em 2010 a comuna tinha 688 habitantes (densidade: 35,7 hab./km²).